# Người nói tiếng Thụy Điển ở Phần Lan

Vùng đơn ngữ tiếng Phần Lan
Vùng song ngữ với tiếng Phần Lan là ngôn ngữ chủ yếu
Vùng song ngữ với tiếng Thụy Điển là ngôn ngữ chủ yếu
Vùng đơn ngữ tiếng Thụy Điển (Åland)
Vùng đa ngữ các ngôn ngữ Sami
Hơn 17.000 người Phần Lan nói tiếng Thụy Điển sống ở vùng đơn ngữ tiếng Phần Lan, và do đó không được thể hiện.

Cộng đồng người nói tiếng Thụy Điển tại Phần Lan (tiếng Thụy Điển: finlandssvenskar; tiếng Phần Lan: suomenruotsalaiset) là một nhóm thiểu số sinh sống tại Phần Lan. Họ duy trì một dân tộc tính mãnh liệt, và có thể được xem là một dân tộc đồng thời vẫn là người Phần Lan, hay chỉ như một dân tộc riêng biệt. Họ nói tiếng Thụy Điển Phần Lan, được tạo nên từ cả tiếng Thụy Điển chuẩn và các phương ngữ gần gũi với các phương ngữ nói tại Thụy Điển.